# Clear Lake (Wisconsin)
Pour les articles homonymes, voir Clear Lake.
Clear Lake est un village du comté de Polk, dans l'État du Wisconsin, aux États-Unis. En 2020, il comptait une population de 1 099 habitants.